# Annette Klosa-Kückelhaus
Annette Klosa-Kückelhaus (früher: Annette Klosa), (* 1966 als Annette Wünsch) ist eine deutsche Sachbuchautorin und wissenschaftliche Mitarbeiterin am Institut für Deutsche Sprache. Von 1996 bis 2001 war sie Mitglied der Dudenredaktion.

## Leben
Klosa studierte von 1985 bis 1991 Germanistik, Geschichte und Vor- und Frühgeschichte in Bamberg, Mainz und München. Ihre Magisterarbeit trägt den Titel Formenmischung starker und schwacher Verben als Normproblem im neueren Deutsch. Danach arbeitete sie als Redaktionsassistentin im Ceres-Verlag R. A. Oetker in Bielefeld.
An der Universität Bamberg absolvierte sie von 1992 bis 1995 ein Promotionsstudium im Fach Deutsche Sprachwissenschaft. Als Dissertationsthema wählte sie Negierende Lehnpräfixe des Gegenwartsdeutschen. In dieser Zeit dozierte sie an ihrer Universität in den Fächern Deutsch als Fremdsprache sowie Germanistik. In den ersten beiden Jahren war sie außerdem Angestellte im Referat Presse- und Öffentlichkeitsarbeit der Universität Bamberg, wo sie mit der Artikelarbeit für die Unizeitung betraut war. Als Mitarbeiterin des Akademischen Auslandsamtes bestand ihre Aufgabe von 1994 bis 1995 in der Auslandsstudienberatung und -betreuung. 
1996 wechselte sie in die Dudenredaktion nach Mannheim und wurde dort Mitglied des Wissenschaftlichen Rates. 2001 beendete sie diese Tätigkeit zugunsten der wissenschaftlichen Mitarbeit am Institut für Deutsche Sprache. Sie betreute dort von 2005 bis 2015 das „elexiko“-Projekt, das ein Onlinelexikon zum öffentlichen Sprachgebrauch darstellt.
Ab dem 1. September 2015 leitete Klosa, die dafür freigestellt worden war, für zwei Jahre das Informationszentrum des Deutschen Akademischen Austauschdienstes (DAAD) in Ho-Chi-Minh-Stadt, Vietnam, und war zugleich als Lektorin in der Deutschabteilung der Hochschule für Geistes- und Gesellschaftswissenschaften der Vietnamesischen Nationaluniversität in Ho-Chi-Minh-Stadt tätig. Zuvor, 1996 und 2001, hatte sie bereits eine Lehrtätigkeit außerhalb von Deutschland, nämlich als Visiting Assistant Professor for German, an der University of the South in Sewanee, Tennessee, ausgeübt.
Zurück am Mannheimer Institut für Deutsche Sprache leitete Klosa von 2017 bis 2021 dort das Projekt „Neuer Wortschatz“. Seit 2019 ist sie Leiterin des Programmbereichs „Lexikographie und Sprachdokumentation“ der Abteilung Lexik.

## Veröffentlichungen (Auswahl)
- Annette Klosa et al.: Duden – Deutsches Universalwörterbuch, Mannheim [u. a.] 2007, Duden Paetec.
- Annette Klosa: elexiko – Erfahrungsberichte aus der lexikografischen Praxis eines Internetwörterbuchs, Colloque du Centre International de Rencontres sur le XVIIe siècle organisé à Ajaccio, Narr Francke Attempto, 2011, ISBN 978-3-823375999.
- Annette Klosa: Wortbildung im elektronischen Wörterbuch, Narr Francke Attempto, 2013, ISBN 978-3-823367376.
- Annette Klosa: Internetlexikografie – Ein Kompendium (mit Carolin Müller-Spitzer), De Gruyter, Berlin/Boston 2016, ISBN 978-3-110380842.
- Annette Klosa: Aufklärer, Sprachgelehrter, Didaktiker – Johann Christoph Adelung (1732–1806) (mit Heidrun Kämper und Oda Vietze), Narr Francke Attempto, ISBN 978-3-823364016.
- Annette Klosa: Langenscheidt Taschenwörterbuch Deutsch als Fremdsprache und Duden Wörterbuch Deutsch als Fremdsprache. Ein kritischer Vergleich. In: Lexicographica. Internationales Jahrbuch für Lexikographie 20/2004, S. 271–304.
- Annette Klosa: Der Weg eines Wortes ins Wörterbuch. In: Sprachspiegel 5/1998, S. 211–216.